# Hurtnica pospolita
Hurtnica pospolita, hurtnica zwyczajna, hurtnica czarna (Lasius niger) – gatunek błonkówki z rodziny mrówkowatych. Pierwotnie palearktyczny, ale zawleczony do Nearktyki. W Europie często spotykany. Należy do myrmekofauny miast.
Królowa osiąga długość do 9 mm. Robotnice długości około od 3,5 do 5 mm. Loty godowe odbywają się od czerwca do sierpnia. Podczas pierwszej rójki można zauważyć na ścieżkach wiele królowych bez skrzydeł, które zostały odrzucone po locie godowym, szukających miejsca do założenia kolonii. Hurtnica zwyczajna zakłada gniazdo w sposób klasztorny, składając jaja i wychowując pierwsze mrówki bez konieczności pożywiania się poza gniazdem.

## Występowanie
L. niger jest jednym z najpospolitszych palearktycznych gatunków mrówek. Naturalnym miejscem jego występowania są północne tereny Europy i Azji, łącznie z Zabajkalem (wschodnią Syberią) i Mongolią. Gatunek został introdukowany na teren północnej Afryki i na północno-zachodnią część USA. W Ameryce zasiedla południową Alaskę, południową Kanadę i północne stany USA z rozszerzeniem na południe w Appalachach, Sierra Nevada i Górach Skalistych.
Występuje w północnej Afryce (m.in. w Algierii), gdzie jest jednak rzadkim gatunkiem. Najbardziej na wschód wysuniętymi miejscami występowania jest rejon rzeki Bodoncz gol w zachodniej Mongolii i region południowego Bajkału. W Polsce L. niger występuje na obszarze całego kraju.
Dokładne granice jego rozmieszczenia są trudne do określenia z racji wyodrębnienia w 1992 przez Seiferta gatunku bliźniaczego – Lasius platythorax – którego przedstawiciele zaliczani byli do tej pory do gatunku Lasius niger. Poznanie tych granic wymaga zaktualizowania dotychczasowych informacji.

## Budowa
Długość ciała robotnic wynosi od 3,5 do 5 mm, królowych do 9 mm, a samców między 4 a 6 mm. Robotnice mrówek gatunku Lasius niger, podobnie jak pokrewnych gatunków L. alienus, L. platythorax, L. brunneus, L. pallitarsus i L. neoniger, są stosunkowo niewielkie i monomorficzne. Ubarwienie robotnic waha się od żółtawobrązowego po szaroczarne, królowych od brązowego do brązowoczarnego, a samców od brązowego do czarnego. Samice (robotnice i królowe) mają sercowatą głowę z 12-członowymi czułkami, a po grzbietowej stronie trzonków czułków dość krótkie, odstające włoski; rozmiary najdłuższych z nich nie przekraczają połowy szerokości odsiebnej części trzonka. Odstające włoski znajdują się również na zewnętrznej krawędzi goleni tylnej pary odnóży. Długość głaszczków szczękowych większa niż spodu głowy. Tworzące gęste omszenie nadustka włoski rozlokowane są w odległościach od 3,5 do 4 razy mniejszych niż ich długość. Wgłębienie na zapleczu samic dość strome i głębokie, a wierzch pozatułowia wypukły i zaokrąglony. Ponadto królowe tego gatunku można odróżnić od królowych bliźniaczego L. platythorax po wskaźniku mezosomalnym wynoszącym mniej niż 1,7. Samce, podobnie jak u innych gatunków z rodzaju, mają trójkątną w obrysie głowę, wydłużone żuwaczki, 13-członowe czułki i mały, trójkątny w obrysie odwłok.

## Ekologia
Na swoje siedziby preferuje miejsca o piaszczystym podłożu i niskiej roślinności, jednak radzi sobie także z budową kopców w wilgotnej ziemi. Potrafi również budować gniazda we wnętrzu próchniejących pni czy konarów, korzystając z podwyższonej temperatury otoczenia dzięki procesom gnilnym. W miejscach, gdzie roślinność jest bujniejsza, kopce L. niger są wyższe i sięgają powyżej rosnącej wokół trawy.

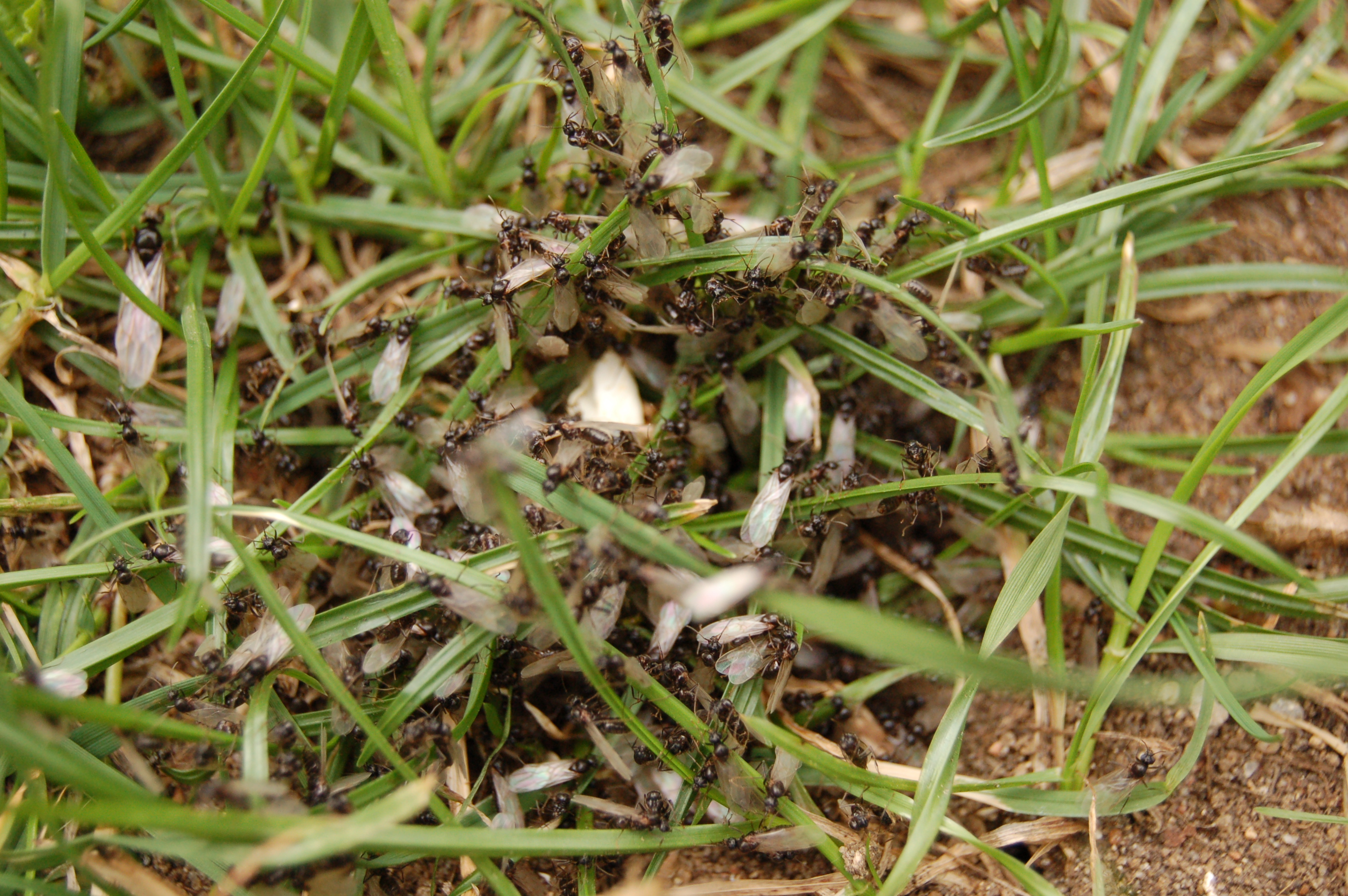
Rójka

W miejscach, gdzie kopce mogłyby zostać rozmyte przez ulewę lub rozdeptane (np. na chodnikach), kolonia nie buduje ich, a wejście można poznać tylko po wchodzących do środka robotnicach i małych otworach w ziemi. Na terenach zabudowanych mrówki te preferują budowanie gniazd pod płaskimi kamieniami: tarasami, płytami chodnikowymi czy krawężnikami.
Gniazda hurtnic składają się z sieci pionowych i poziomych korytarzy zajmujących nieraz kilka metrów kwadratowych powierzchni. W niektórych przypadkach gniazda różnych kolonii mogą być ze sobą połączone, jednak mrówki z poszczególnych kolonii korzystają z osobnych tuneli.
Mrówki wykorzystują mszyce i inne pluskwiaki jako źródło spadzi – słodkiej cieczy, będącej odchodami mszyc. Mszyce żywią się sokami roślin, z których przyswajają głównie białka i tłuszcze, natomiast cukry proste wydalają. Chcąc zapewnić sobie dostawy spadzi, hurtnice ochraniają mszyce przed ich wrogami, umożliwiając powstawanie większych i bardziej stabilnych populacji. Mrówki przechowują w swoich koloniach przez zimę jaja mszyc, a wiosną zanoszą młode osobniki w pobliże korzeni traw, kukurydzy, bawełny czy pszenicy. Niekiedy prowadzi to do znacznego osłabienia roślin, a nawet ich zamierania. Dzięki opiece mrówek mszyce pozostają również dłużej w pobliżu młodych pędów roślin, co wpływa na przyspieszenie ich rozmnażania w porównaniu z mszycami nieobjętymi mrówczą kuratelą.

## Biologia

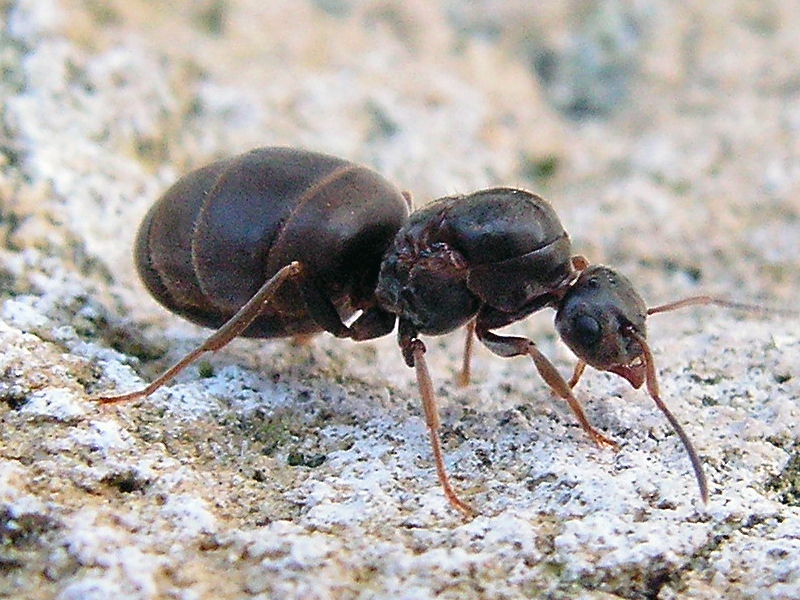
Zaplemniona królowa po rójce

Rójka hurtnic następuje najczęściej późnym latem lub wczesną jesienią. W okresie pomiędzy opuszczeniem poczwarki a lotem godowym przyszła królowa przybiera na wadze z początkowych 4 mg do 15,5 mg, głównie dzięki akumulacji tłuszczów. Jednocześnie samce pozostają w zasadzie niezmienne i ważą przez cały czas ok. 0,9 mg. Ostatecznie mniejsze (ok. 4 mm długości) samce opuszczają gniazdo, a w kilka godzin po nich z gniazda wylatują dwukrotnie dłuższe od nich samice.
Do kopulacji królowa wybiera najczęściej jednego samca, choć zdarzają się sytuacje, w których dopuszcza dwóch, trzech, a nawet czterech. Liczba samców uczestniczących w zaplemnieniu królowej ma związek z jej fenotypem i masą w chwili rójki, wpływa także na ilość początkowego potomstwa, jednak nie ma wpływu na dalsze powodzenie całej kolonii. W sporadycznych przypadkach samiec hurtnicy pospolitej może także przekazań nasienie królowej pokrewnego gatunku Lasius alienus, co prowadzi do powstania kolonii hybryd między oboma gatunkami.
Następnie zaplemniona królowa hurtnicy pospolitej szuka dogodnego miejsca na założenie gniazda: skrawka wilgotnej ziemi, płaskiego kamienia, kawałka kory bądź sypkiego piasku. Unika także miejsc uczęszczanych przez robotnice z już istniejących kolonii. Gdy odnajdzie właściwe miejsce, zatrzymuje się i zaczyna kopać tunel zakończony małą komorą. Kiedy zbuduje ją na tyle dużą, by się odwrócić w środku, zaczyna zakopywać od wewnątrz tunel i na końcu zamyka wejście do komory. Ziemię do zakopania tunelu bierze z rozbudowywania swojej komnaty. Składa następnie kilka jaj.

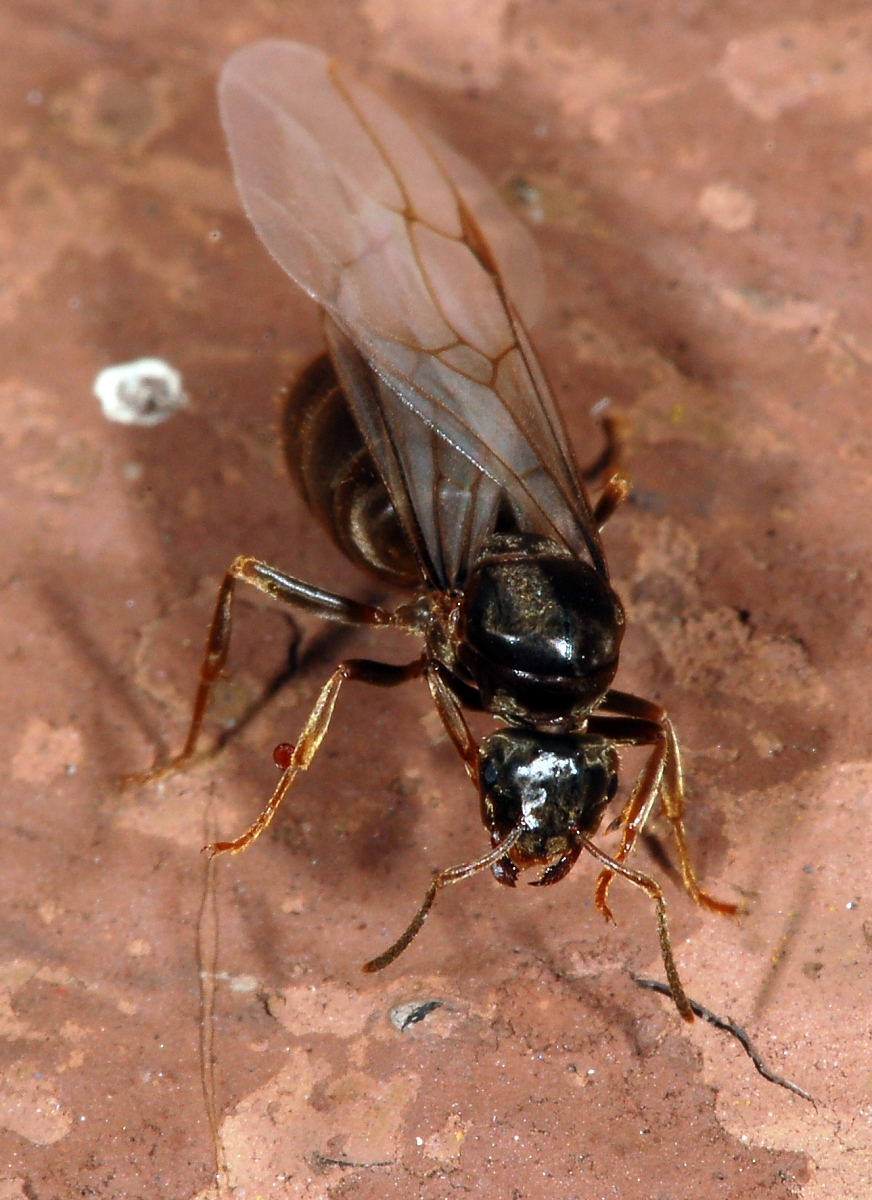
Uskrzydlona królowa

Po kilku dniach z jaj wylęgają się larwy, które po przezimowaniu dokańczają rozwój wiosną. W okresach pomiędzy kolejnymi linieniami larwy (ang. instar larvae) żywią się głównie znalezionymi w gnieździe jajami, zarówno zapłodnionymi, jak i troficznymi (tzw. zjawisko oofagii).
Królowa, nie opuszczając swojej komory, karmi je zapasami zgromadzonymi w jej ciele białkowo-tłuszczowym oraz w mięśniach skrzydeł, które intensywnie metabolizuje. Po ok. 14 dniach w stadium jaja, 12 w stadium larwy i 15 w stadium poczwarki pojawiają się pierwsze młode robotnice – początkowo ok. 6, ale po tygodniu jest ich już prawie 15. W międzyczasie królowa zaczyna składać kolejne jaja, tak więc kolonia ma wiele jaj, larw, kilka poczwarek i ok. 10-15 robotnic. Robotnice otwierają drogę ku powierzchni i przynoszą pierwszy w życiu kolonii pokarm z zewnątrz. Mrówki gustują w produkowanej przez pluskwiaki spadzi, ale także w żywych i martwych owadach, a w środowisku zamieszkałym przez człowieka przyciągają je produkty bogate w cukry (marmolady, dżemy, soki owocowe czy miód). W czasie rozwoju kolonii robotnice przyciągają także pokarmy bogate w białka, jak mięso czy sery.

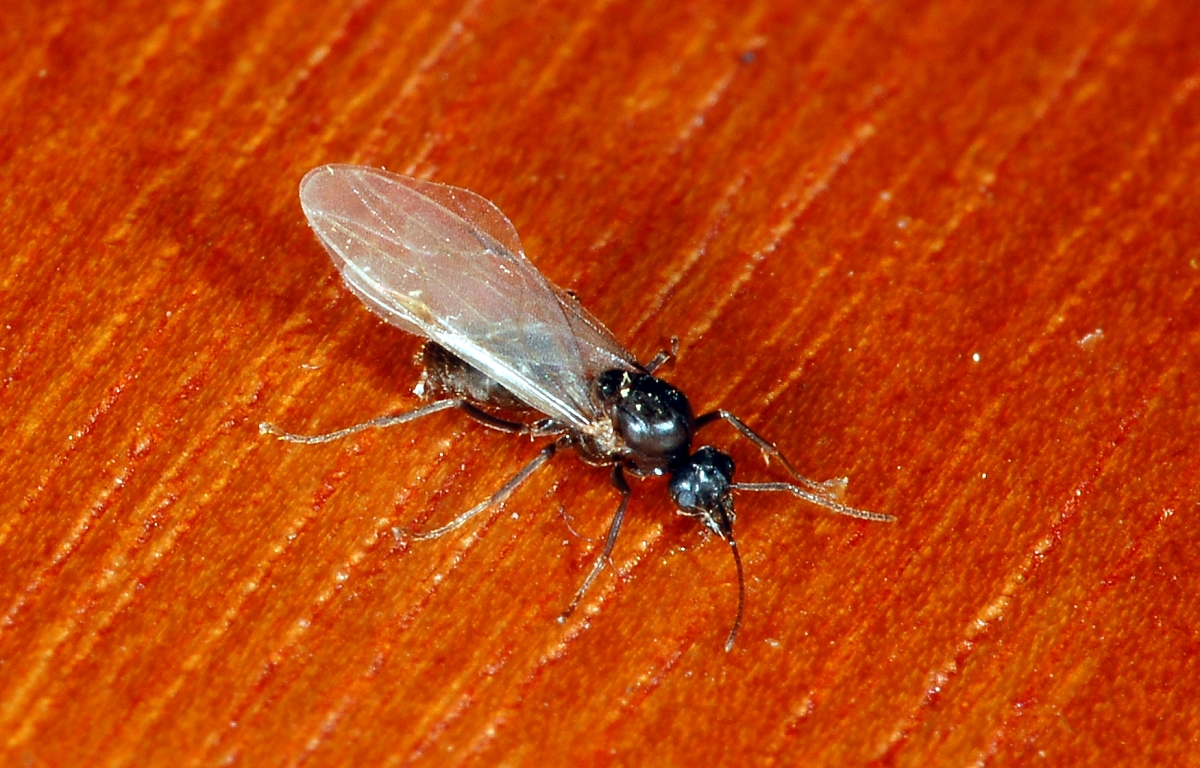
Samiec

Pomocą w nawigacji po okolicy służą im ścieżki wyznaczane przez trop z feromonów, sięgające często nawet 30 metrów od gniazda. Mrówki pełniące rolę zwiadowców, gdy odnajdą kroplę spadzi bądź inne źródło pokarmu bogatego w związki, jakich potrzebuje dana kolonia, zaczynają jeść. Jeśli pokarmu starczy, by nasyciły się powyżej pewnego poziomu, wracają do gniazda, zostawiając za sobą chemiczny ślad, po którym następnie wędrują robotnice. Obecność chemicznych śladów ułatwia mrówkom szybsze dotarcie do celu, zwiększa rekrutację robotnic idących w konkretne miejsce, pomaga także w orientacji w terenie. W podobny sposób zwiadowcy oznaczają także granice wokół kolonii, których mrówki bronią przed intruzami, a także granice obszaru uznawanego przez nie za bezpieczną przestrzeń do poszukiwania pożywienia, którego jednak nie bronią jako własnego terytorium. Od składu chemicznego ścieżek wyznaczonych przez zwiadowców zależy także zachowanie robotnic, na przykład w obliczu zagrożenia.
Podobnie jak w przypadku wielu innych gatunków mrówek, u hurtnic pospolitych królowa w praktyce ma niemal monopol na rozmnażanie. Specjalny feromon otacza zarówno samą królową, jak i złożone przez nią jaja. Wpływa on zarówno na zmniejszenie płodności wśród robotnic, jak i na zmniejszenie poziomu agresji wobec oznaczonych nim jaj. Królowa wytwarza feromon dając innym mrówkom sygnał, że jest zdrowa i może przejąć na siebie reprodukcję; chora lub osłabiona królowa wytwarza go mniej, co wpływa na zwiększenie rozrodu wśród innych członków kolonii. Choć pod względem genetycznym nie różni się od robotnic, dzięki różnicom w ekspresji genów wykształca nie tylko zdolność sterowania płodnością pozostałych mrówek, ale także umiejętność skuteczniejszej regeneracji komórek, dzięki czemu żyje od nich wielokrotnie dłużej. Faktycznie królowe tego gatunku są jednymi z najbardziej długowiecznych mrówek, a ich wiek może przekraczać 20 lat.

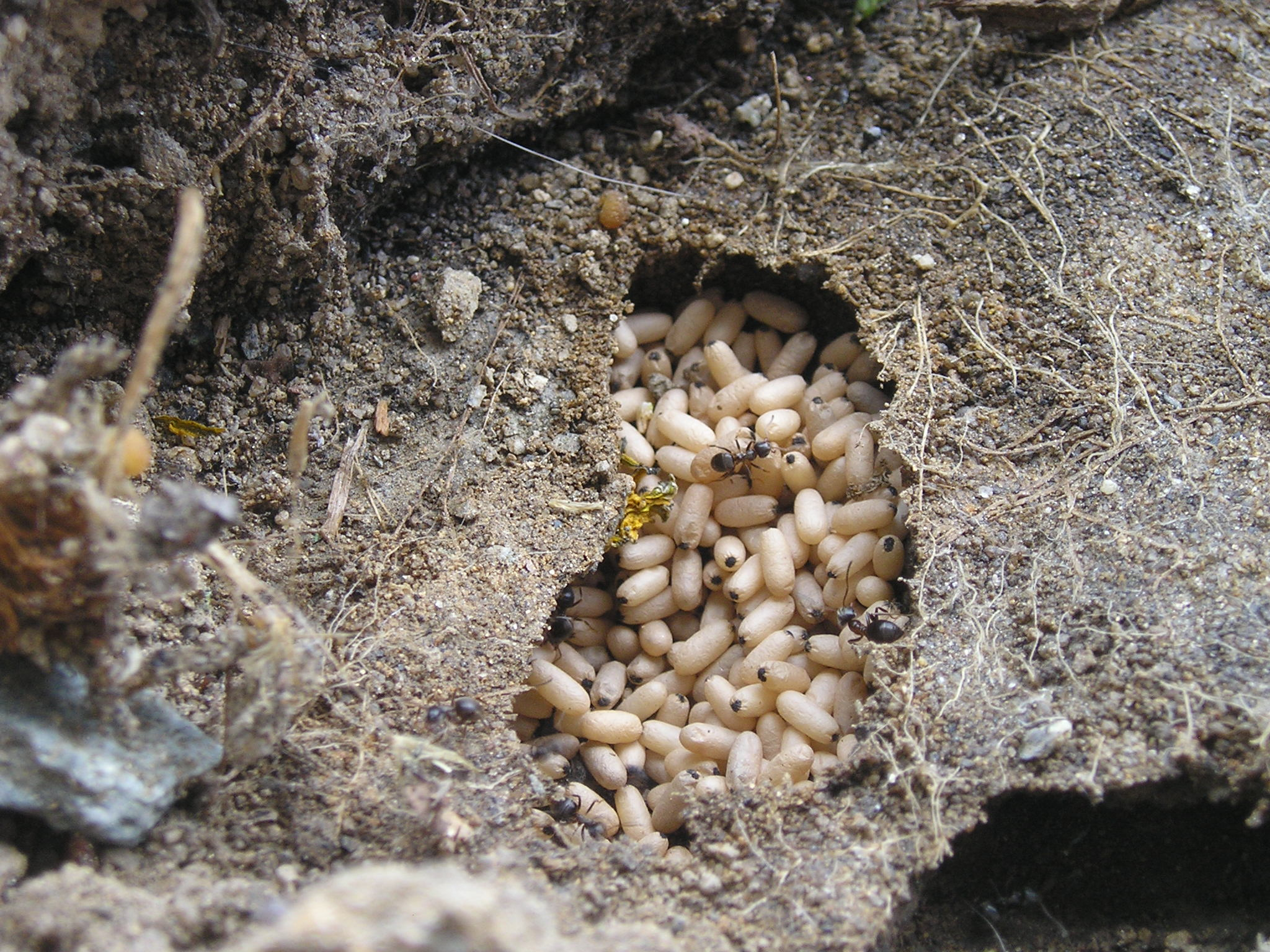
Kolonia Lasius niger

Gdy kolonia osiąga dojrzałość i liczebność wystarczającą, by wychować dużo królowych i samców, przystępuje do rójki i cały cykl się powtarza. Maksymalne liczebności kolonii tego gatunku sięgają kilku tysięcy robotnic w drugim roku, ok. 15–20 tys. robotnic z jedną królową w trzecim. Po dziesięciu latach kolonia może składać się nawet ze 100 tysięcy robotnic.
W ok. 18 procentach przypadków zdarza się, że kolonię zakładają naraz dwie lub więcej królowych (tzw. zjawisko pleometrozy). Takie rozwiązanie ułatwia założenie kolonii, bowiem w krótkim czasie broni jej więcej robotnic, niż w wypadku gniazda zakładanego przez jedną tylko królową. Jednak gdy na świat przyjdą pierwsze robotnice, królowe zaczynają walkę ze sobą, która trwa, aż tylko jedna zostanie przy życiu. Gdy robotnice zaczną poszukiwania pokarmu, zwykle karmią królową prezentującą się najzdrowiej, co przyspiesza wyłonienie najsilniejszej i śmierć pozostałych. Ostatecznie więc nawet populacje pierwotnie poligyniczne wracają do stanu monogynicznego.

## Znaczenie gospodarcze

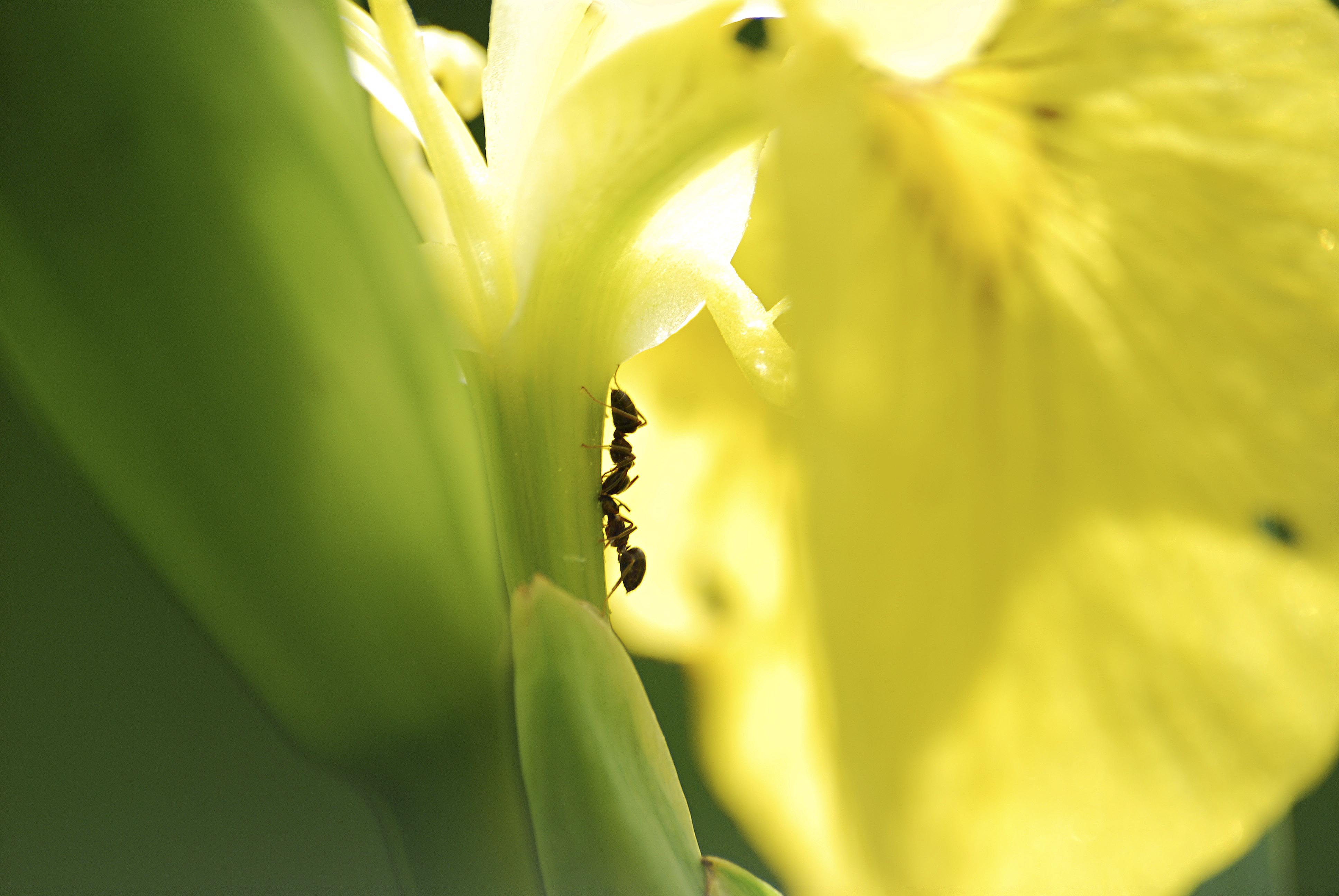
Robotnice

Hurtnica zwyczajna uważana jest za gatunek szkodliwy z punktu widzenia człowieka, gdyż mrówki te przeszkadzają innym owadom zapylać kwiaty w sadach i powodują rozmnażanie się pluskwiaków równoskrzydłych. Nieraz też dostają się do mieszkań, gdzie czynią szkody w ludzkich spiżarniach, oraz do uli, skąd wybierają miód. Gniazda budowane przez hurtnice pod płytami chodnikowymi czy tarasami mogą być z czasem podmywane i powodować ich osiadanie.